# 2012-es GP2 brit nagydíj
A 2012-es GP2 brit nagydíj volt a 2012-es GP2-szezon hetedik versenye, amelyet 2012. július 7. és július 8. között rendeztek meg az angliai Silverstone-ban, a 2012-es Formula–1 brit nagydíj betétfutamaként.

## Időmérő
| Helyezés | Rajtszám | Versenyző           | Csapat                  | Idő      | Rajthely |
| -------- | -------- | ------------------- | ----------------------- | -------- | -------- |
| 1        | 5        | Fabio Leimer        | Racing Engineering      | 2:01.889 | 1        |
| 2        | 1        | Johnny Cecotto, Jr. | Barwa Addax Team        | 2:02.804 | 2        |
| 3        | 8        | Jolyon Palmer       | iSport International    | 2:02.872 | 3        |
| 4        | 14       | Stefano Coletti     | Scuderia Coloni         | 2:03.004 | 23[a]    |
| 5        | 10       | Esteban Gutiérrez   | Lotus GP                | 2:03.258 | 4        |
| 6        | 9        | James Calado        | Lotus GP                | 2:03.274 | 5        |
| 7        | 27       | Rio Haryanto        | Marussia Carlin         | 2:03.398 | 6        |
| 8        | 26       | Max Chilton         | Marussia Carlin         | 2:03.432 | 7        |
| 9        | 23       | Luiz Razia          | Arden International     | 2:03.553 | 8        |
| 10       | 12       | Giedo van der Garde | Caterham Racing         | 2:03.565 | 20[b]    |
| 11       | 4        | Felipe Nasr         | DAMS                    | 2:03.581 | 24[a]    |
| 12       | 3        | Davide Valsecchi    | DAMS                    | 2:03.600 | 26[b]    |
| 13       | 25       | Nigel Melker        | Ocean Racing Technology | 2:03.699 | 9        |
| 14       | 2        | Josef Král          | Barwa Addax Team        | 2:04.029 | 10       |
| 15       | 6        | Nathanaël Berthon   | Racing Engineering      | 2:04.240 | 11       |
| 16       | 18       | Fabrizio Crestani   | Venezuela GP Lazarus    | 2:04.280 | 12       |
| 17       | 11       | Rodolfo González    | Caterham Racing         | 2:04.430 | 13       |
| 18       | 7        | Marcus Ericsson     | iSport International    | 2:04.767 | 25[a]    |
| 19       | 21       | Daniël de Jong      | Rapax                   | 2:04.782 | 14       |
| 20       | 24       | Víctor Guerin       | Ocean Racing Technology | 2:05.040 | 15       |
| 21       | 17       | Julián Leal         | Trident Racing          | 2:05.218 | 16       |
| 22       | 15       | Fabio Onidi         | Scuderia Coloni         | 2:05.350 | 17       |
| 23       | 22       | Simon Trummer       | Arden International     | 2:05.537 | 18       |
| 24       | 16       | Stéphane Richelmi   | Trident Racing          | 2:05.677 | 19       |
| 25       | 20       | Ricardo Teixeira    | Rapax                   | 2:07.231 | 21       |
| 26       | 19       | Giancarlo Serenelli | Venezuela GP Lazarus    | 2:09.161 | 22       |
| Forrás:  |          |                     |                         |          |          |

Megjegyzés:
- ↑ a:  — Stefano Coletti, Felipe Nasr és Marcus Ericsson ki lett zárva az időmérőről technikai szabálytalanság miatt.[2]
- ↑ b:  — Giedo van der Garde és Davide Valsecchi 10 helyes rajtbüntetést kapott, mert piros zászlós periódus alatt előzött.[2]

## Főverseny
| Helyezés                                                              | Rajtszám | Versenyző           | Csapat                  | Futott kör | Idő/Kiesés oka | Rajthely | Pont      |
| --------------------------------------------------------------------- | -------- | ------------------- | ----------------------- | ---------- | -------------- | -------- | --------- |
| 1                                                                     | 10       | Esteban Gutiérrez   | Lotus GP                | 25         | 1:00:22.657    | 4        | 27 (25+2) |
| 2                                                                     | 1        | Johnny Cecotto, Jr. | Barwa Addax Team        | 25         | +1.700         | 2        | 18        |
| 3                                                                     | 8        | Jolyon Palmer       | iSport International    | 25         | +5.257         | 3        | 15        |
| 4                                                                     | 25       | Nigel Melker        | Ocean Racing Technology | 25         | +6.368         | 9        | 12        |
| 5                                                                     | 23       | Luiz Razia          | Arden International     | 25         | +6.523         | 8        | 10        |
| 6                                                                     | 4        | Felipe Nasr         | DAMS                    | 25         | +7.552         | 24       | 8         |
| 7                                                                     | 3        | Davide Valsecchi    | DAMS                    | 25         | +9.051         | 26       | 6         |
| 8                                                                     | 12       | Giedo van der Garde | Caterham Racing         | 25         | +9.841         | 20       | 4         |
| 9                                                                     | 26       | Max Chilton         | Marussia Carlin         | 25         | +11.116        | 7        | 2         |
| 10                                                                    | 27       | Rio Haryanto        | Marussia Carlin         | 25         | +11.958        | 6        | 1         |
| 11                                                                    | 18       | Fabrizio Crestani   | Venezuela GP Lazarus    | 25         | +12.130        | 12       |           |
| 12                                                                    | 6        | Nathanaël Berthon   | Racing Engineering      | 25         | +12.843        | 11       |           |
| 13                                                                    | 16       | Stéphane Richelmi   | Trident Racing          | 25         | +15.701        | 19       |           |
| 14                                                                    | 5        | Fabio Leimer        | Racing Engineering      | 25         | +16.421        | 1        | 4         |
| 15                                                                    | 22       | Simon Trummer       | Arden International     | 25         | +16.818        | 18       |           |
| 16                                                                    | 2        | Josef Král          | Barwa Addax Team        | 25         | +17.833        | 10       |           |
| 17                                                                    | 24       | Víctor Guerin       | Ocean Racing Technology | 25         | +18.167        | 15       |           |
| 18                                                                    | 20       | Ricardo Teixeira    | Rapax                   | 25         | +23.183        | 20       |           |
| 19                                                                    | 19       | Giancarlo Serenelli | Venezuela GP Lazarus    | 25         | +24.345        | 21       |           |
| 20                                                                    | 17       | Julián Leal         | Trident Racing          | 25         | +38.351        | 16       |           |
| 21                                                                    | 7        | Marcus Ericsson     | iSport International    | 25         | +39.831        | 25       |           |
| 22                                                                    | 15       | Fabio Onidi         | Scuderia Coloni         | 25         | +14.902        | 17       |           |
| 23                                                                    | 11       | Rodolfo González    | Caterham Racing         | 23         | +2 kör         | 13       |           |
| Ki                                                                    | 14       | Stefano Coletti     | Scuderia Coloni         | 20         |                | 23       |           |
| Ki                                                                    | 9        | James Calado        | Lotus GP                | 17         | Retired        | 5        |           |
| Ki                                                                    | 21       | Daniël de Jong      | Rapax                   | 1          |                | 14       |           |
| Leggyorsabb kör: Esteban Gutiérrez (Lotus GP) – 2:01,622 (25. körben) |          |                     |                         |            |                |          |           |
| Forrás:                                                               |          |                     |                         |            |                |          |           |

## Sprintverseny
| Helyezés                                                              | Rajtszám | Versenyző           | Csapat                  | Futott kör | Idő/Kiesés oka | Rajthely | Pont    |
| --------------------------------------------------------------------- | -------- | ------------------- | ----------------------- | ---------- | -------------- | -------- | ------- |
| 1                                                                     | 23       | Luiz Razia          | Arden International     | 21         | 37:28.656      | 4        | 15      |
| 2                                                                     | 3        | Davide Valsecchi    | DAMS                    | 21         | +5.642         | 2        | 12      |
| 3                                                                     | 4        | Felipe Nasr         | DAMS                    | 21         | +17.775        | 3        | 10      |
| 4                                                                     | 10       | Esteban Gutiérrez   | Lotus GP                | 21         | +19.969        | 8        | 8       |
| 5                                                                     | 8        | Jolyon Palmer       | iSport International    | 21         | +25.869        | 6        | 6       |
| 6                                                                     | 25       | Nigel Melker        | Ocean Racing Technology | 21         | +28.600        | 5        | 4       |
| 7                                                                     | 7        | Marcus Ericsson     | iSport International    | 21         | +31.980        | 21       | 4 (2+2) |
| 8                                                                     | 15       | Fabio Onidi         | Scuderia Coloni         | 21         | +35.797        | 22       | 1       |
| 9                                                                     | 5        | Fabio Leimer        | Racing Engineering      | 21         | +38.127        | 14       |         |
| 10                                                                    | 2        | Josef Král          | Barwa Addax Team        | 21         | +40.378        | 16       |         |
| 11                                                                    | 22       | Simon Trummer       | Arden International     | 21         | +40.533        | 15       |         |
| 12                                                                    | 27       | Rio Haryanto        | Marussia Carlin         | 21         | +48.471        | 10       |         |
| 13                                                                    | 21       | Daniël de Jong      | Rapax                   | 21         | +54.161        | 26       |         |
| 14                                                                    | 6        | Nathanaël Berthon   | Racing Engineering      | 21         | +54.643        | 12       |         |
| 15                                                                    | 20       | Ricardo Teixeira    | Rapax                   | 21         | +1:15.967      | 18       |         |
| 16                                                                    | 19       | Giancarlo Serenelli | Venezuela GP Lazarus    | 21         | +1:17.971      | 19       |         |
| 17                                                                    | 17       | Julian Leal         | Trident Racing          | 21         | +1:30.456      | 20       |         |
| 18                                                                    | 1        | Johnny Cecotto, Jr. | Barwa Addax Team        | 20         |                | 7        |         |
| 19                                                                    | 26       | Max Chilton         | Marussia Carlin         | 19         |                | 9        |         |
| 20                                                                    | 9        | James Calado        | Lotus GP                | 19         |                | 25       |         |
| 21                                                                    | 12       | Giedo van der Garde | Caterham Racing         | 19         |                | 1        |         |
| 22                                                                    | 18       | Fabrizio Crestani   | Venezuela GP Lazarus    | 19         |                | 11       |         |
| Ki                                                                    | 11       | Rodolfo González    | Caterham Racing         | 3          |                | 23       |         |
| Ki                                                                    | 16       | Stéphane Richelmi   | Trident Racing          | 0          |                | 13       |         |
| Ki                                                                    | 14       | Stefano Coletti     | Scuderia Coloni         | 0          |                | 24       |         |
| Ki                                                                    | 24       | Víctor Guerin       | Ocean Racing Technology | 0          |                | 17       |         |
| Leggyorsabb kör: Julián Leal (Trident Racing) – 1:43,374 (19. körben) |          |                     |                         |            |                |          |         |
| Forrás:                                                               |          |                     |                         |            |                |          |         |